# Hurt (Nine Inch Nails)
Hurt è un singolo promozionale del gruppo musicale statunitense Nine Inch Nails, pubblicato nel 1995 ed estratto dal secondo album in studio The Downward Spiral.
Il brano, candidato ai Grammy Awards 1996 per la miglior canzone rock, è stato reinterpretato negli anni da diversi artisti. Su tutte, la cover più celebre è stata realizzata da Johnny Cash, inclusa nel suo disco del 2002 American IV: The Man Comes Around e nel singolo Hurt/Personal Jesus.

## Descrizione
Ballata acustica, Hurt è la traccia conclusiva di The Downward Spiral e di fatto costituisce l'epilogo del concept. Con riferimenti all'autolesionismo e alla tossicodipendenza, può essere interpretata come una lettera di suicidio scritta dal protagonista della storia.

## Video musicale
In video, diretto da Simon Maxwell e girato in bianco e nero, mostra un'esibizione dei Nine Inch Nails tenutasi durante il Self Destruct Tour del 1995 ed è stato inserito all'interno dell'album video Closure e nell'edizione CD+DVD di The Downward Spiral.

## Tracce
Testi e musiche di Trent Reznor.
1. Hurt (Quiet Version) (Clean) – 5:04
2. Hurt (Live Version) (Clean) – 5:15
3. Hurt (Album Version) (Clean) – 6:16
4. Hurt (Quiet Version) (Soiled) – 5:21
5. Hurt (Live Version) (Soiled) – 5:15
6. Hurt (Album Version) (Soiled) – 6:15

## Formazione
Hanno partecipato alle registrazioni, secondo le note di copertina di The Downward Spiral:
Musicisti
- Trent Reznor – strumentazione
- Chris Vrenna – batteria, campionatore e design del suono aggiuntivi

Produzione
- Trent Reznor – produzione, missaggio
- Sean Beavan – ingegneria del suono aggiuntiva
- Chris Vrenna – ingegneria del suono aggiuntiva
- Alan Moulder – ingegneria del suono aggiuntiva
- Bill Kennedy – ingegneria del suono aggiuntiva
- Brian Pollack – ingegneria del suono aggiuntiva
- John Aguto – ingegneria del suono aggiuntiva
- Tom Baker – mastering

## Cover di Johnny Cash
Nel 2002 il cantautore statunitense Johnny Cash ha pubblicato la propria reinterpretazione della canzone all'interno del singolo Hurt/Personal Jesus, estratto dall'album in studio American IV: The Man Comes Around.
Questa versione di Hurt è stata inserita alla posizione 15 nella lista dei 100 migliori brani musicali degli anni 2000 stilata dalla rivista Rolling Stone, oltre che al quindicesimo posto della classifica "150 Best Tracks of the Past 15 Years" stilata da NME nel 2011.

### Descrizione
Rispetto all'originale, in questa cover, il verso «I wear this crown of shit» («indosso questa corona di merda») è stato cambiato in «I wear this crown of thorns» («indosso questa corona di spine»), non solo per eliminare dal testo termini scurrili, ma soprattutto come diretto riferimento a Cristo vista la profonda devozione religiosa di Cash.
Quando, in un primo momento, venne chiesto all'autore della canzone Trent Reznor cosa pensasse di una possibile incisione della sua canzone da parte di Cash, Reznor espresse lì per lì qualche perplessità, dicendosi preoccupato che la cosa potesse sembrare "caricaturale", ma una volta ascoltata la versione definitiva si disse entusiasta del risultato, tanto da dichiarare: «Questa canzone non è più mia».
Il video del brano, diretto da Mark Romanek, vinse il Grammy Award al miglior videoclip nel 2004 e nel luglio 2011 è stato definito come il miglior video musicale di sempre dalla rivista NME.

### Accoglienza
La cover ricevette dalla Country Music Association il premio come singolo dell'anno nel 2003. Lo stesso anno, Country Music Television nominò il video della canzone il migliore dell'anno e successivamente posizionò la canzone al secondo posto nella classifica "Songs of the Decade". Hurt fu anche l'unico posizionamento di Cash nella classifica Modern Rock Tracks stilata da Billboard, dove raggiunse la 33ª posizione nel 2003.

### In altri media
- La versione di Johnny Cash appare in svariati film, documentari e programmi televisivi, inclusi Colombiana, Criminal Minds, Smallville, Inside I'm Dancing, Person of Interest e Why We Fight, inoltre è stata inclusa nel trailer del film Logan: The Wolverine (2017).[9] James Mangold, regista di Logan, nel 2005 aveva diretto il film biopic su Cash Quando l'amore brucia l'anima - Walk the Line.
- Durante la puntata del 14 novembre 2005 di WWE Raw, la World Wrestling Entertainment utilizzò la canzone per lo show tributo al wrestler Eddie Guerrero a seguito del suo improvviso decesso per attacco cardiaco.

## Altre reinterpretazioni
- Durante il Dissonance Tour dei NIN del 1995 David Bowie eseguì Hurt in duetto con Trent Reznor.
- Leona Lewis reinterpretò il brano nel suo EP del 2005 Hurt: The EP.
- Il duo 2Cellos pubblicò una versione della canzone (basata su quella di Johnny Cash) nel loro omonimo album del 2011.[10]
- I Sevendust dal vivo all'interno dell'album Southside Double-Wide: Acoustic Live del 2004.[11]
- I Gregorian in versione canto gregoriano nell'album The Dark Side del 2004.[12]
- Eddie Vedder eseguì dal vivo la versione di Cash nel corso del suo tour solista del 2008.
- Il compositore Eric Whitacre ne ha realizzato un arrangiamento per coro.[13]